# Mansue
Mansue település Olaszországban, Veneto régióban, Treviso megyében. Lakosainak száma 4936 fő (2023. január 1.). Mansue Fontanelle, Gorgo al Monticano, Oderzo, Pasiano di Pordenone, Prata di Pordenone, Gaiarine és Portobuffolè községekkel határos.

## Népesség
A település népességének változása:
| Lakosok száma | 5027 | 5070 | 4936 |
|               | 2017 | 2018 | 2023 |